# Jul (EP)
Jul ist eine EP der deutschen Pagan-Metal-Band XIV Dark Centuries. Es wurde in der Zeit von Februar bis Juli 2004 aufgenommen und erschien erst 2005 bei CCP Records.

## Titelliste
1. Auf zur Schlacht – 3:37
2. Bragarful – 3:31
3. Julenzeit – 4:27
4. Rauhnächte – 4:00
5. Liodhahattr – 1:40

## Inhalt
Der erste Titel In die Schlacht dreht sich thematisch noch um den Kampf, die restlichen Lieder besingen dann heidnische Themen. Die Band selbst gibt an, dass der rote Faden auf der Scheibe das Julfest ist und „die genannten Lieder […] Thematiken [behandeln], die Teil des Julfestes sind“ und „die Julenzeit […] den gesamten Zeitraum der Wintersonnenwende bis zum Ende der Rauhnächte [umfasst]“. Bragarful dreht sich um den gleichnamigen heiligen Becher (oder Horn), der bei Festen herumgereicht wurde, um so die Götter für ein gutes neues Jahr gnädig zu stimmen. Dieses Trinkritual stellt nach Aussagen der Band einen festen Bestandteil zu Ehren der Götter beim Julfest dar. Die Hoffnung auf ein neues und besseres Jahr zeigt sich auch im Lied Rauhnächte, wo die Himmelsrichtungen mit einem Heil bedacht werden und der Gott Donar angerufen wird, sein Volk mit dem Hammer auch im neuen Jahr zu schützen.
Bei dem letzten Lied Liodhahattr handelt es sich textlich betrachtet um keine Schöpfung der Band. Der kurze Stabreim stammt aus der Edda, genau aus der Völuspá, dem ersten Buch der älteren Edda.

## Stil
Auf der EP ist nun deutlich mehr klarer Gesang vorhanden, die Einflüsse aus dem Black-Metal-Bereich sind – verglichen mit den früheren Veröffentlichungen – nun deutlich weniger geworden, dafür sind welche aus dem Bereich des Heavy Metal vorhanden. Zudem wird nun auch mehr Wert auf akustische Instrumente gelegt, wie etwas Flöten. In einem Interview sagte die Band aus, dass sie zwar die momentane Richtung weiter fortsetzen wird, der für den Black Metal typische Kreischgesang aber trotzdem nicht weggelassen werden wird.